# Nafesha Richardson
Nafesha Veronica Richardson (geb. 1997) ist eine Menschenrechts- und Klimaaktivistin aus St. Vincent und den Grenadinen.

## Leben
Nafesha Richardson wurde in St. Vincent und den Grenadinen geboren und ist dort auch aufgewachsen. Seit ihrem siebten Lebensjahr war sie bei den Girl Guides, wo sie sich mit verschiedenen soziale Fragen beschäftigte, unter anderem der hohen Rate sexueller und Häuslicher Gewalt in ihrem Land. Da es in St. Vincent und den Grenadinen nur begrenzte Möglichkeiten für junge Leute gibt, sich zu äußern, gründete Richardson im Mai 2019 die Organisation Spark SVG. Ziel des Vereins ist es, junge Menschen zu inspirieren und zu befähigen, positive Veränderungen in ihren Gemeinden herbeizuführen. Darüber hinaus kämpft der Verein für die Gleichstellung der Geschlechter, Klimagerechtigkeit, sowie für die Beteiligung junger Menschen an Führungsaufgaben.
Im April 2021 kam es auf der Insel St. Vincent zu einem Vulkanausbruch des Vulkans La Soufrière, der etwa 20.000 Menschen zur Flucht veranlasste. Richardson beschreibt, wie schnell junge Leute vor Ort waren, um zu helfen. Am Tag nach dem Ausbruch waren junge Menschen vor Ort, um die betroffenen Gemeinden mit Nahrungsmitteln und Wasser zu versorgen und Menschen, die ihr Zuhause, ihr Vieh und manchmal sogar alles verloren hatten, Unterstützung und Ressourcen anzubieten. Während die Behörden die Beteiligung der Jugend an dieser und anderen Krisen begrüßten, bemängelte Richardson, dass in der nächsten Phase, der Entscheidungsfindung, die Stimmen der Jugend fehlten.
Richardson wurde zusammen mit dem Aktivisten Deaney Gellizeau ausgewählt, St. Vincent und die Grenadinen im September 2021 bei der Veranstaltung Youth4Climate: Driving Ambition in Mailand, Italien, zu vertreten. Mehr als 400 Jugenddelegierte aus 189 Ländern nahmen daran teil.
Richardson wurde vom britischen Premierminister auch als Commonwealth Point of Light ausgezeichnet.
Sie erwarb 2020 einen Bachelor of Laws an der University of the West Indies. Sie ist Mitglied des Commonwealth Youth Gender and Equality Network (CYGEN), „Jugendchampion“  des Abkommens von Escazú und Freiwillige bei der St. Vincent and the Grenadines Girl Guides Association.